# Штёр, Рихард
Рихард Штёр (нем. Richard Stöhr, настоящая фамилия Штерн; 11 июня 1874, Вена — 11 декабря 1967, Монтпилиер, штат Вермонт) — австрийский композитор и музыкальный педагог еврейского происхождения.

## Биография
Окончил Венскую консерваторию у Роберта Фукса. Работал репетитором, хормейстером, с 1903 года преподавал гармонию и контрапункт в Венской консерватории, с 1915 года — профессор. Автор учебников «Практическое руководство по гармонии» (нем. Praktischer Leitfaden der Harmonielehre; 1906), «Практическое руководство по контрапункту» (нем. Praktische Leitfaden des Kontrapunkts; 1911) и «Изучение музыкальной формы» (нем. Musikalische Formenlehre; 1911). Среди учеников Штёра, в частности, Алоис Габа.
В 1938 году эмигрировал в США, в 1939—1942 годах преподавал в Кёртисовском институте музыки, где среди его учеников были Леонард Бернстайн, Юджин Истомин, Артур Родзинский, Александр Браиловский.